# Moyzesova ulica (Košice)
De Moyzesova ulica (vertaald: Moyzesova-straat) is een straat in het oude stadscentrum (Staré mesto) van de Slowaakse stad Košice.
Het noordelijke uiteinde ligt aan de samenloop van de Hviezdoslavova ulica en de Československá armáda ulica. Het zuidelijk uiteinde ligt aan de Štúrova ulica.
De Moyzesova ulica is ruim 1 kilometer lang en het Moyzespark dat daar ingericht is als centraal wandelpark, beslaat de volledige lengte. De volgende gebouwen en instellingen treft men hier aan:
- Faculteit "Bedrijfskunde" van de Universiteit voor Economie - Bratislava,
- Secundaire Medische School,
- Faculteit "Wetenschappen" van de UPJŠ,
- Kathedraal van de Geboorte van de Moeder Gods,
- voormalige Malinovského-kazerne,
- Sint-Thomas van Aquino-gymnasium,
- Christus-Koningkerk

## Geschiedenis
Aan het einde van de jaren 1830, na de sloop van het westelijke deel van de stadsverdedigingswerken, ontstond er een grote open ruimte tussen het oude historische deel van Košice (Staré mesto) en de westelijke buitenwijken.
Ongecontroleerd stroomde het water van de Račie-beek van noord naar zuid. Na de opvulling van de voormalige grachten en de aanpassing van de rivierbeddingen werden op het einde van de jaren 1830 op deze plek geleidelijk vier straten aangelegd. Nadien werden hier, in 1854, onder leiding van de stadsingenieur František Rozsay, vier rijen populieren geplant.
Door het aanplanten en onderhouden van groenvoorziening ontstond een wandelgebied dat men toentertijd de "buitenpromenades" noemde. In 1892 werd de oostkant van deze promenades naar Frans II Rákóczi genoemd.
Vanaf 1945 werd de naam in Moyzesova okružná veranderd, en sinds het begin van de jaren 1970 wordt de straat Moyzesova ulica genoemd. Deze naam werd gekozen ter nagedachtenis van bisschop Štefan Moyzes (° 24 oktober 1797 - † 5 juli 1869).

## Afbeeldingen

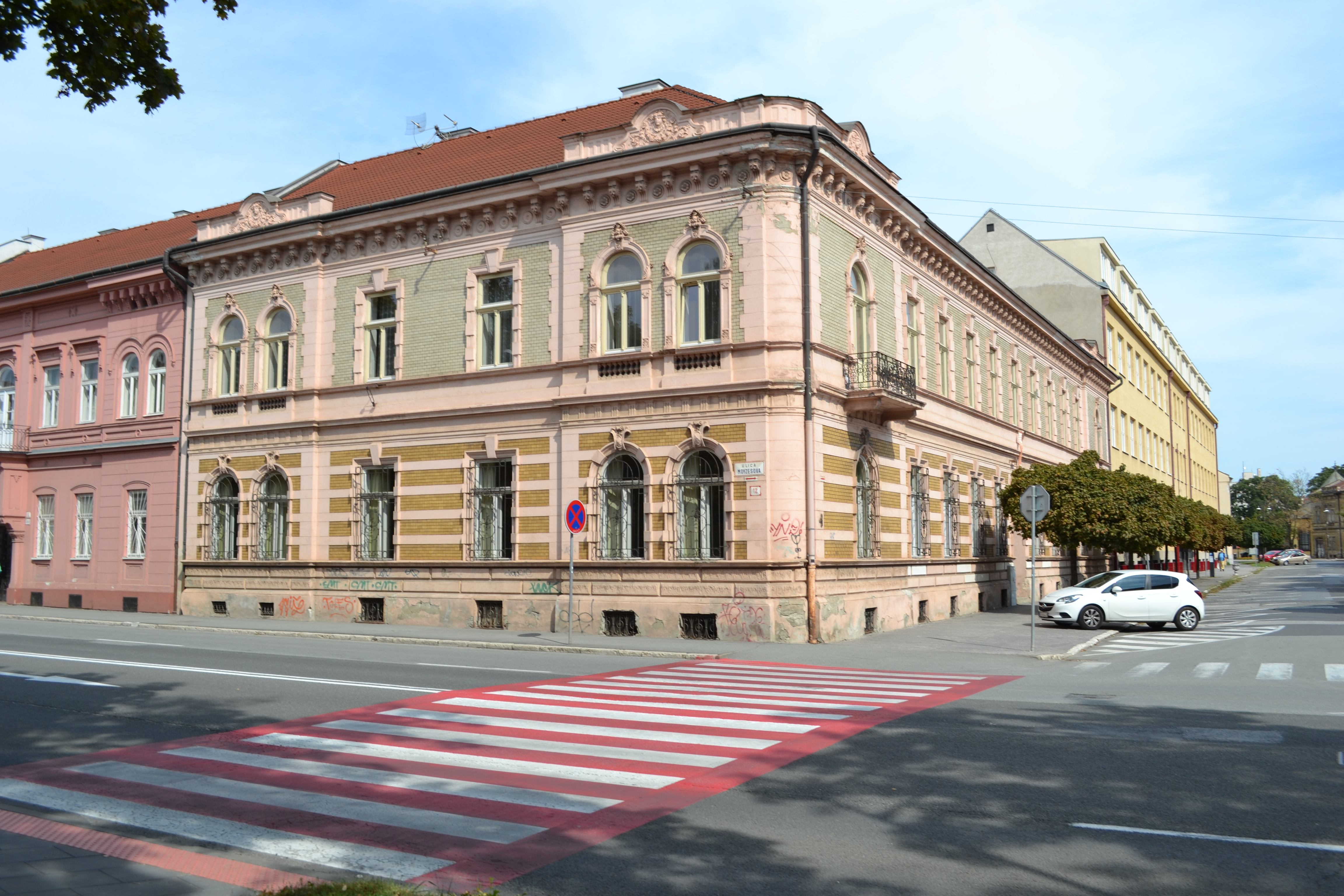
Bebouwing: einde 19e eeuw/aanvang 20e eeuw.
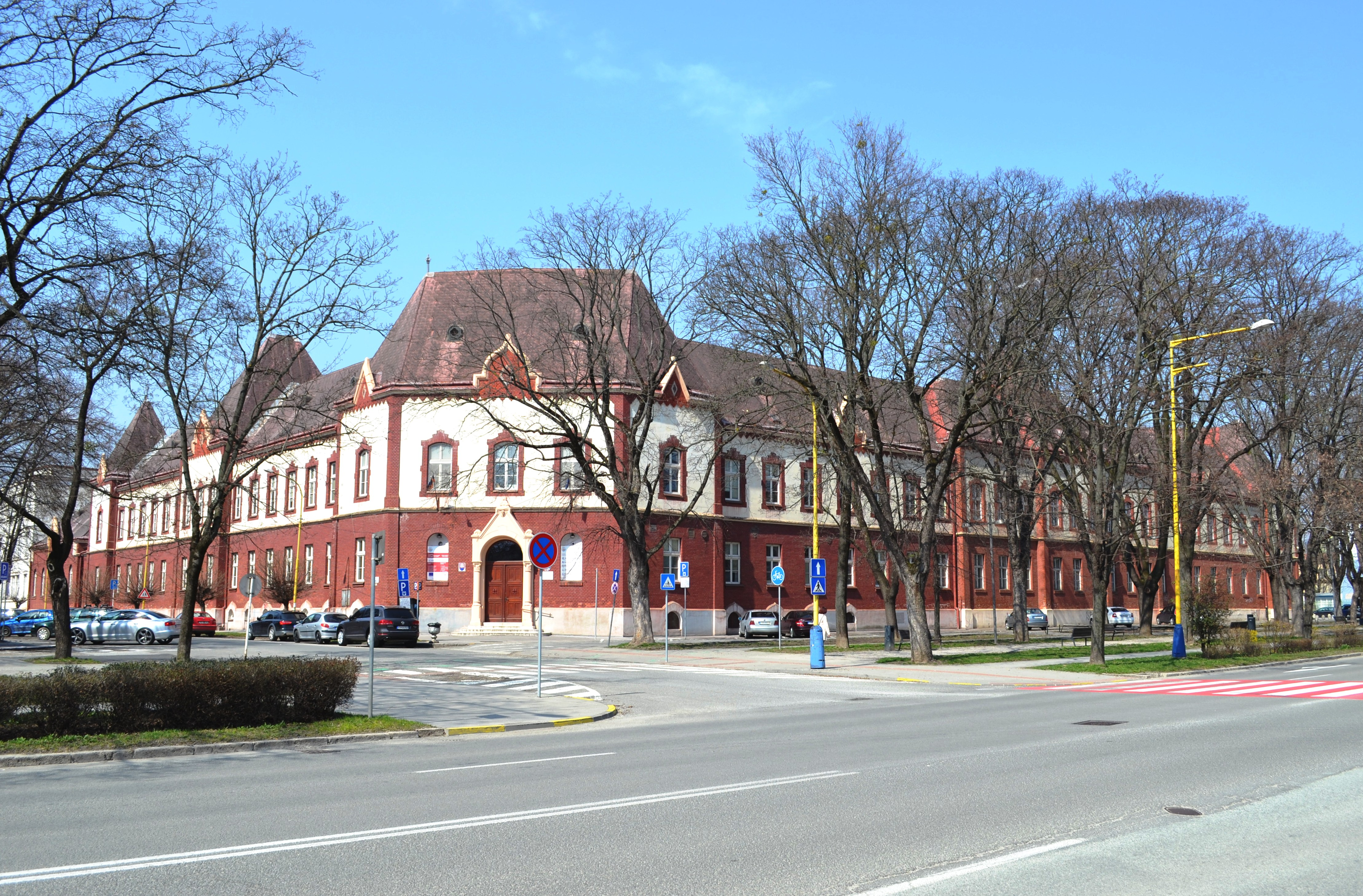
Bebouwing: einde 19e eeuw/aanvang 20e eeuw.
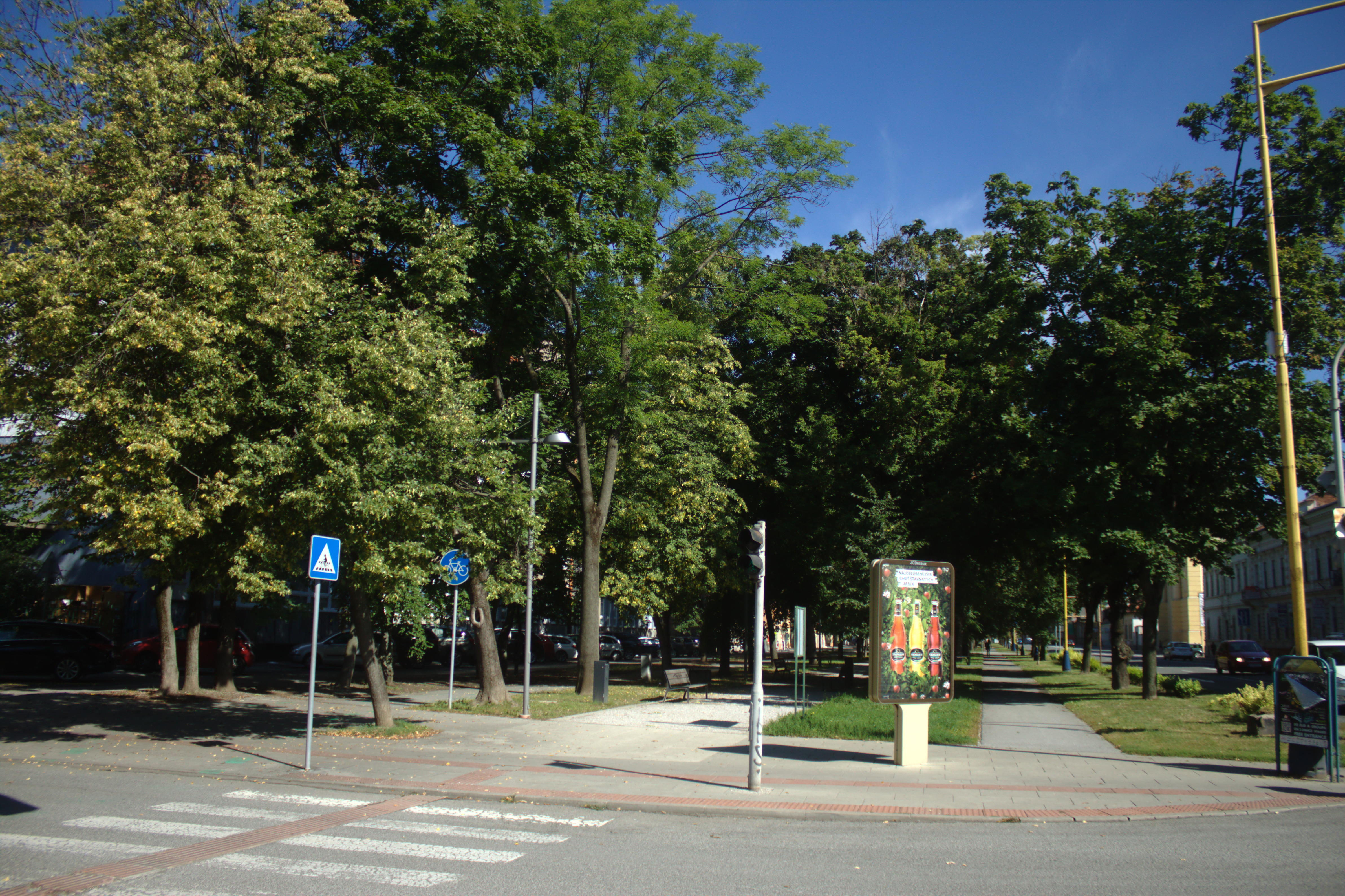
Moyzespark.
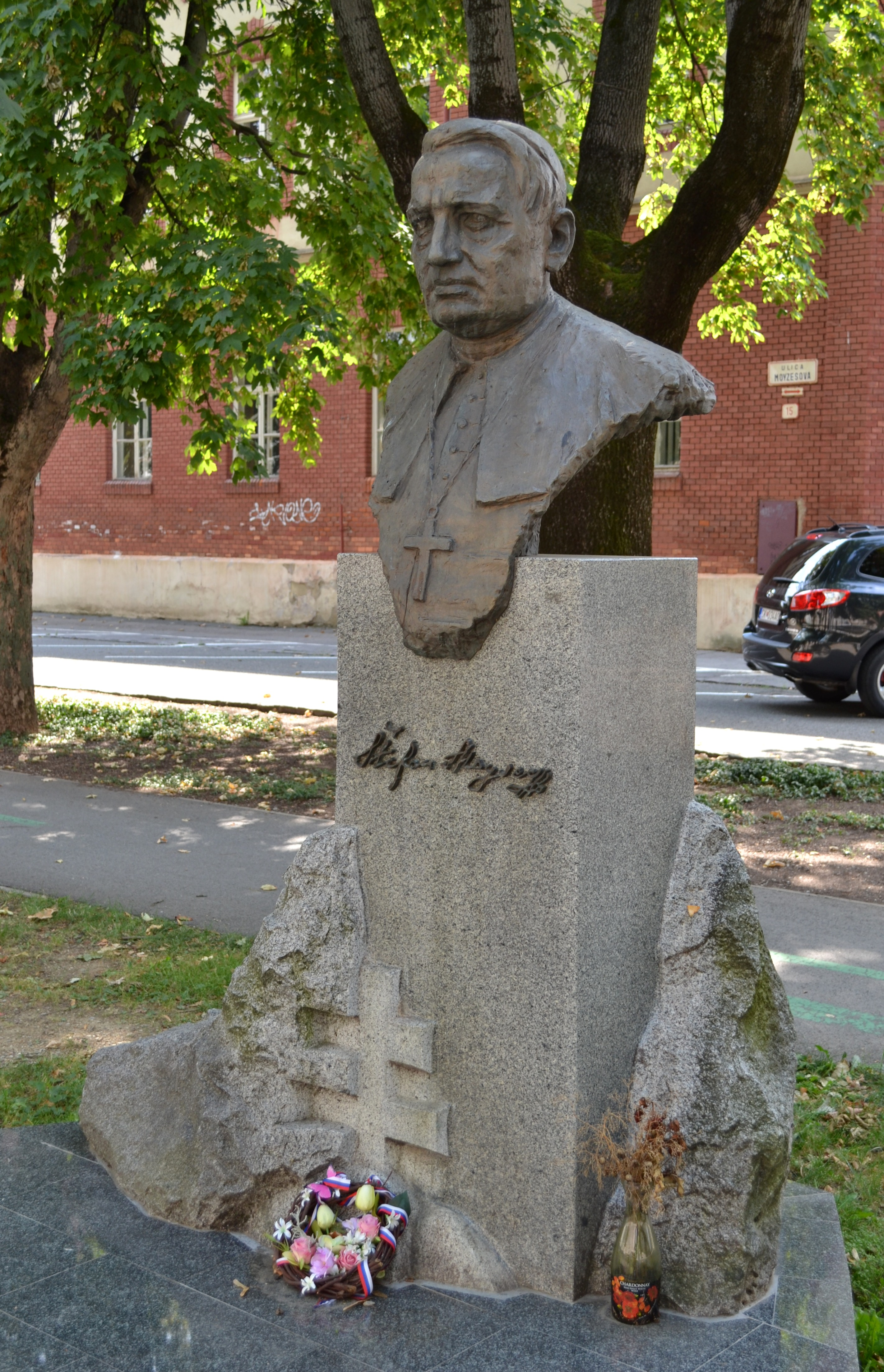
Monument voor Štefan Moyzes, naar wie de straat is genoemd.